# Kim Walnes
Kim Walnes es una jinete estadounidense que compitió en la modalidad de concurso completo. Ganó dos medallas de bronce en el Campeonato Mundial de Concurso Completo de 1982.

## Palmarés internacional
| Campeonato Mundial | Campeonato Mundial | Campeonato Mundial | Campeonato Mundial |
| Año                | Lugar              | Medalla            | Categoría          |
| ------------------ | ------------------ | ------------------ | ------------------ |
| 1982               | Luhmühlen (RFA)    | Medalla de bronce  | Individual         |
| 1982               | Luhmühlen (RFA)    | Medalla de bronce  | Por equipos        |